# А-Пероша
А-Пероша (гал. A Peroxa, ісп. La Peroja) — муніципалітет в Іспанії, у складі автономної спільноти Галісія, у провінції Оренсе. Населення — 2303 осіб (2009).
Муніципалітет розташований на відстані близько 410 км на північний захід від Мадрида, 12 км на північний схід від Оренсе.
Муніципалітет складається з таких паррокій: Арменталь, Беакан, Карраседо, Селагуантес, Граїсес, Гераль, Міральйос, Ос-Пеарес, А-Пероша, Сан-Сібрао-де-Арменталь, Сан-Шес-да-Пероша, О-Соуто, Тоубес, Віларрубін.

## Демографія
Динаміка населення (INE ):

## Галерея зображень

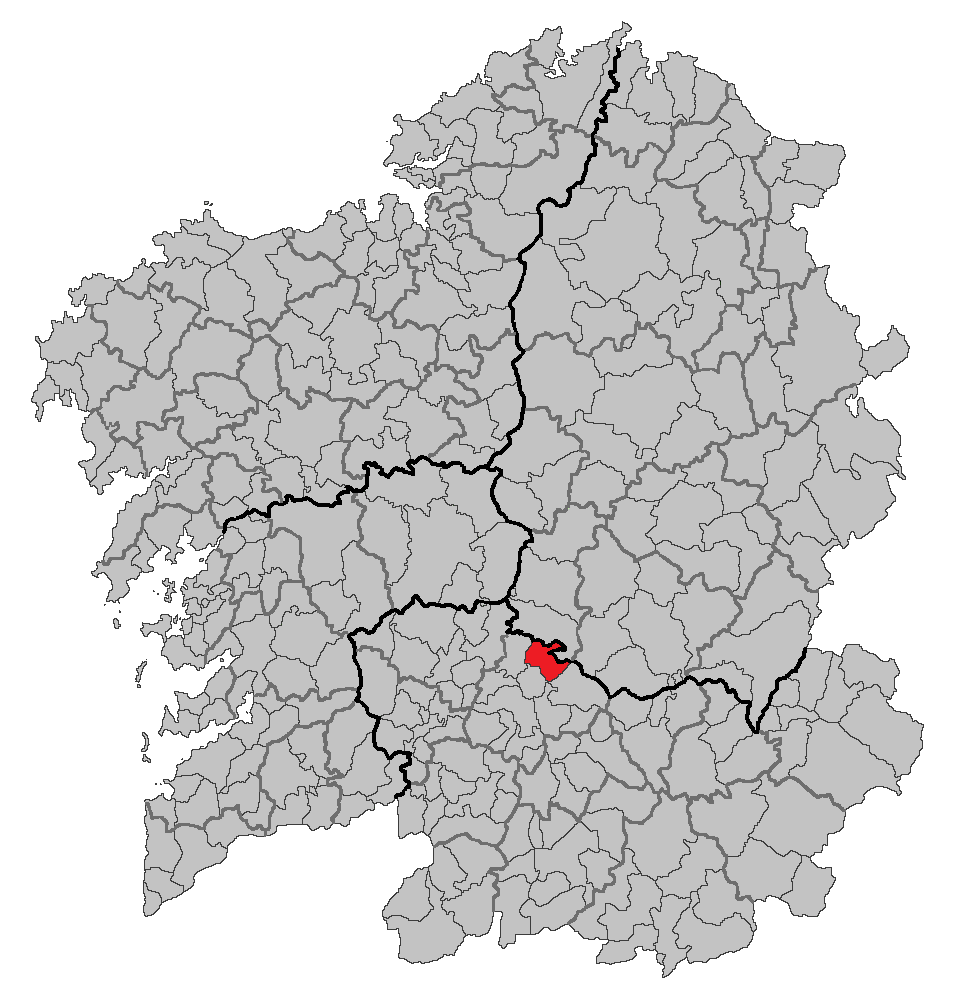
Розташування муніципалітету